# カードキャプターさくら 友枝小学校コーラス部 クリスマス・コンサート
『カードキャプターさくら 友枝小学校コーラス部 クリスマス・コンサート』（カードキャプターさくら ともえだしょうがっこうコーラスぶ クリスマス・コンサート）は、CLAMPによる日本の漫画・テレビアニメ『カードキャプターさくら』のキャラクターソング・アルバムである。1999年12月1日にビクターエンタテインメントより発売された。
本作は劇中で主人公と大道寺知世が通っている友枝小学校のコーラス部発表会の設定で企画盤であり、ブックレットまで発表会の小冊子風で一枚に収録している。大道寺知世が所属しているコーラス部が歌う、クリスマスソングや一部イメージソングのクリスマス・バージョンなど曲が収録された。

## 収録曲
1. 夜の歌（クリスマス・バージョン） [4:49]
歌：大道寺知世（岩男潤子）・友枝小学校コーラス部
作詞：大川七瀬、作曲・編曲：根岸貴幸
2. 歓びのキャロル [3:22]
歌：大道寺知世（岩男潤子）・友枝小学校コーラス部
作詞：貴三優大、作曲・編曲：根岸貴幸
3. マリアの子守歌 [3:13]
歌：友枝小学校コーラス部
作詞：吉田孝古麿、作曲：マックス・レーガー、編曲：根岸貴幸
4. 友へ [4:15]
歌：大道寺知世（岩男潤子）・友枝小学校コーラス部
作詞：松宮恭子、作曲・編曲：浜口史郎
5. もろびとこぞりて [2:43]
歌：友枝小学校コーラス部
作曲：ゲオルク・フリードリヒ・ヘンデル、編曲：根岸貴幸
6. くれゆくひととせ [4:12]
歌：大道寺知世（岩男潤子）・友枝小学校コーラス部
作詞：貴三優大、作曲・編曲：根岸貴幸
7. やさしさの種子(たね) [4:30]
歌：大道寺知世（岩男潤子）・友枝小学校コーラス部
作詞：松本花奈、作曲・編曲：浜口史郎